# Black Luck
Black Luck er det andet studiealbum af den danske rockgruppe The Storm, der udkom i 2009 på gruppens eget selskab WR Production.
Albummet blev produceret af Jacob Hansen, som forsangeren Pernille Rosendahl var blevet introduceret til via Michael Poulsen fra heavy metalbandet Volbeat. Hun havde sunget duetten "Mary Ann's Place" med Poulsen fra bandets album Guitar Gangsters & Cadillac Blood, der udkom i september 2008. Poulsen medvirkede på sangen "Black Shot Eyes" (nogle skrevet som "B.S.E."), hvor han sang sammen med Rosendahl.
GAFFAs anmelder gav albummet 4/6 stjerner, og det debuterede som #7 på Hitlisten, som var den højeste placering det nåede inden det røg ud efter fire uger. Ingen af albummets singler nåede hitlisterne.

## Spor
- "Wall Of Shame" - 5:13
- "Honesty" - 3:05
- "Are Your Shoes Too Tight?" - 5:01
- "Black Shot Eyes" feat. Michael Poulsen) - 4:32
- "Dominos" - 4:38
- "Herculean Task" - 3:58
- "Black Luck" - 4:33
- "Pass For A Lonely Person" - 3:43
- "'Till The Day I Die" - 3:39
- "Death And Dust" - 5:06